# Дмитріюк Василь Романович
Дмитріюк Василь Романович (1 січня 1890, Костомолоти — 11 листопада 1973, Баффало, США) — український політичний та громадський діяч, лікар. Брат Карпа Романовича Дмитріюка, Віри Щур, Дем'яна Дмитріюка.
Відповідно до українського законодавства є борцем за незалежність України у XX столітті.

## Життєпис

### Лікарська практика
Студент медичного факультету Варшавського університету. У Першу світову війну лікар 4-ї дивізії російської армії на Південно-Західному фронті. У 1917—1918 роках лікар Гайдамацького коша Слобідської України. З 1918 року працює уповноважений Міністерства Здоров'я УНР в Холмському губерніальному старостві. В Бересті працював у шпиталі та провадив приватну практику, у Кременці до 1931 року. Потім до 1944 року займався приватною практикою в Тересполі на Підляшші.

### Громадсько-політична діяльність

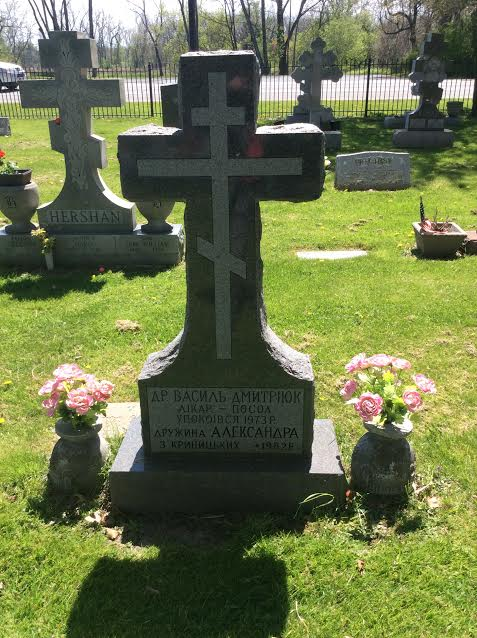
Могила Василя Дмитріюка на цвинтарі святого Матвія у Вест-Сенеці, США. 2016 рік.

Діяч «Української громади» у Варшаві до 1914 року. Член першого українського хору у Варшаві. У червні 1917 року делегат II Всеукраїнського військового з'їзду. Опинившись в Америці, став діячем Українського лікарського товариства. У 1922—1927 роках посол Польського сейму від Поліського воєводства. Член Українського парламентарного клубу. Засновник і голова товариства Просвіта на Поліссі. Заснував в Бересті українську школу імені О. Стороженка.
Арештований польською владою у вересні 1939 року та виведений до табору інтернованих у Дивині до приходу німецького війська. Один з ініціаторів створення Українського комітету Підляшшя 1939. Голова Українського допомогового комітету в Тересполі (тереспольська делегатура УДК в Білій). Арештований гестапо та ув'язнений в Бересті 1943 року. У 1944 році виїхав до Варшави, звідки був вивезений до концтабору Маутгавзен. Після війни емігрував до США. Активний член Українського Лікарського Товариства Північної Америки та Українського Національного Державного Союзу. Автор спогадів «Дорогами війни і миру» (2012), «Лікування ран» (1924).
Помер 11 листопада 1973 року і похований на цвинтарі святого Матвія у Вест-Сенеці, неподалік Баффало.

## Пам'ять
У 2019 році Український науково-педагогічний союз «Берегиня» заснував Берестейську літературну премію імені Василя Дмитріюка, яка вручається за найкращий літературний твір українською мовою на берестейську тематику.

## Твори
- Др. Василь Дмитріюк. «Дорогами війни і миру. Спомини з додатком матеріялів до історії сім'ї». — Бофало, 2012 [Архівовано 17 червня 2020 у Wayback Machine.]

## Нагороди
- Хрест Симона Петлюри (нагороджений під № 3[3])
- Воєнний хрест